# Formación Nemegt
La Formación Nemegt, o Nemegtskaya Svita, es una formación geológica con sedimentos de finales del Cretácico en el desierto de Gobi, Mongolia. Cubre y a veces forma plegamientos con la Formación Barun Goyot. Consiste en sedimentos del canal de un río y contiene fósiles de peces, tortugas, cocodrilos, pájaros y de una fauna diversa de dinosaurios. El clima asociado era más húmedo que cuando las formaciones precedentes fueron depositadas; allí parece haber existido, por lo menos, en cierto grado un bosque.
La edad absoluta de la Formación Nemegt es desconocida pero se cree que pertenece al Maastrichtiense o tal vez a Campaniense tardío, alrededor de 76 a 65 millones de años. La presencia de Saurolophus, un taxón conocido en la Formación Cañón Horseshoe de Alberta, indicaría que pertenece al Mastrichtiano temprano, aproximadamente hace 70 millones de años.

## Flora y fauna de la Formación Nemegt

### Aves y otros terópodos
| Dinosaurios Terópodo y Aves de la Formación Nemegt | Dinosaurios Terópodo y Aves de la Formación Nemegt | Dinosaurios Terópodo y Aves de la Formación Nemegt                                                      | Dinosaurios Terópodo y Aves de la Formación Nemegt | Dinosaurios Terópodo y Aves de la Formación Nemegt |
| Taxa                                               | Presence                                           | Description                                                                                             | Images                                             |                                                    |
| -------------------------------------------------- | -------------------------------------------------- | --- | -------------------------------------------------- | -------------------------------------------------- |
| - Adasaurus mongoliensis                           |                                                    | Un dromeosáurido.                                                                                       |                                                    |                                                    |
| - Alioramus remotus                                |                                                    | Un tiranosáurido.                                                                                       |                                                    |                                                    |
| - Anserimimus planinychus                          |                                                    | Un ornitomímido.                                                                                        |                                                    |                                                    |
| - Bagaraatan ostromi                               |                                                    | Un celurosauriano de clasificación incierta.                                                            |                                                    |                                                    |
| - Borogovia gracilicrus                            |                                                    | Un trodóntido.                                                                                          |                                                    |                                                    |
| - Deinocheirus mirificus                           |                                                    | Un ornitomimosauriano.                                                                                  |                                                    |                                                    |
| - Elmisaurus rarus                                 |                                                    | Un cenagnátido.                                                                                         |                                                    |                                                    |
| - Gallimimus bullatus                              |                                                    | Un ornitomímido.                                                                                        |                                                    |                                                    |
| - Gurilynia nessovi                                |                                                    | Un Enantiornithes.                                                                                      |                                                    |                                                    |
| - "Ingenia" yanshini                               |                                                    | Un oviraptórido, también encontrado en la Formación Barun Goyot.                                        |                                                    |                                                    |
| - Judinornis nogontsavensis                        |                                                    | Un Hesperornithes.                                                                                      |                                                    |                                                    |
| - Mononykus olecranus                              |                                                    | Un alvarezsáurido, también encontrado en la Formación Djadochta.                                        |                                                    |                                                    |
| - Nemegtomaia barsboldi                            |                                                    | Un oviraptórido.                                                                                        |                                                    |                                                    |
| - Rinchenia mongoliensis                           |                                                    | Un oviraptórido.                                                                                        |                                                    |                                                    |
| - Zanabazar junior                                 |                                                    | Un trodóntido.                                                                                          |                                                    |                                                    |
| - Tarbosaurus bataar                               |                                                    | Un tiranosáurido. Son comunes los esqueletos articulados. también encontrado en la Formación Djadochta. |                                                    |                                                    |
| - Teviornis gobiensis                              |                                                    | Un anseriforme relacionados con los modernos patos y gansos.                                            |                                                    |                                                    |
| - Therizinosaurus cheloniformis                    |                                                    | Un tericinosáurido.                                                                                     |                                                    |                                                    |
| - Tochisaurus nemegtensis                          |                                                    | Un trodóntido.                                                                                          |                                                    |                                                    |

### Invertebrados
| - Ingenia  |  | Un nematode.  |
| - Nemegtia |  | Un ostrácodo. |

### Mamíferos
| Mamíferos de la Formación Nemegt | Mamíferos de la Formación Nemegt | Mamíferos de la Formación Nemegt | Mamíferos de la Formación Nemegt | Mamíferos de la Formación Nemegt |
| Taxa                             | Presence                         | Description                      | Images                           |                                  |
| -------------------------------- | -------------------------------- | -------------------------------- | -------------------------------- | -------------------------------- |
| - Buginbaatar transaltaiensis    |                                  | Un multituberculado.             |                                  |                                  |

### Ornitisquios
| Dinosaurios Ornitisquios de la Formación Nemegt | Dinosaurios Ornitisquios de la Formación Nemegt | Dinosaurios Ornitisquios de la Formación Nemegt                    | Dinosaurios Ornitisquios de la Formación Nemegt | Dinosaurios Ornitisquios de la Formación Nemegt |
| Taxa                                            | Presence                                        | Description                                                        | Images                                          |                                                 |
| ----------------------------------------------- | ----------------------------------------------- | ------------------------------------------------------------------ | ----------------------------------------------- | ----------------------------------------------- |
| - Barsboldia sicinskii                          |                                                 | Un hadrosáurido.                                                   |                                                 |                                                 |
| - Homalocephale calathoceros                    |                                                 | Un paquicefalosáurido.                                             |                                                 |                                                 |
| - Saurolophus angustirostris                    |                                                 | Un hadrosáurido.                                                   |                                                 |                                                 |
| - Tarchia gigantea                              |                                                 | Un anquilosáurido, también encontrado en la Formación Barun Goyot. |                                                 |                                                 |

### Saurópodos
| Dinosaurios Saurópodos de la Formación Nemegt | Dinosaurios Saurópodos de la Formación Nemegt | Dinosaurios Saurópodos de la Formación Nemegt | Dinosaurios Saurópodos de la Formación Nemegt | Dinosaurios Saurópodos de la Formación Nemegt |
| Taxa                                          | Presence                                      | Description                                   | Images                                        |                                               |
| --------------------------------------------- | --------------------------------------------- | --------------------------------------------- | --------------------------------------------- | --------------------------------------------- |
| - Nemegtosaurus mongoliensis                  |                                               | Un titanosáurido.                             |                                               |                                               |
| - Opisthocoelicaudia skarzynskii              |                                               | Un titanosáurido.                             |                                               |                                               |